# تاريخ اليهود في أوروبا

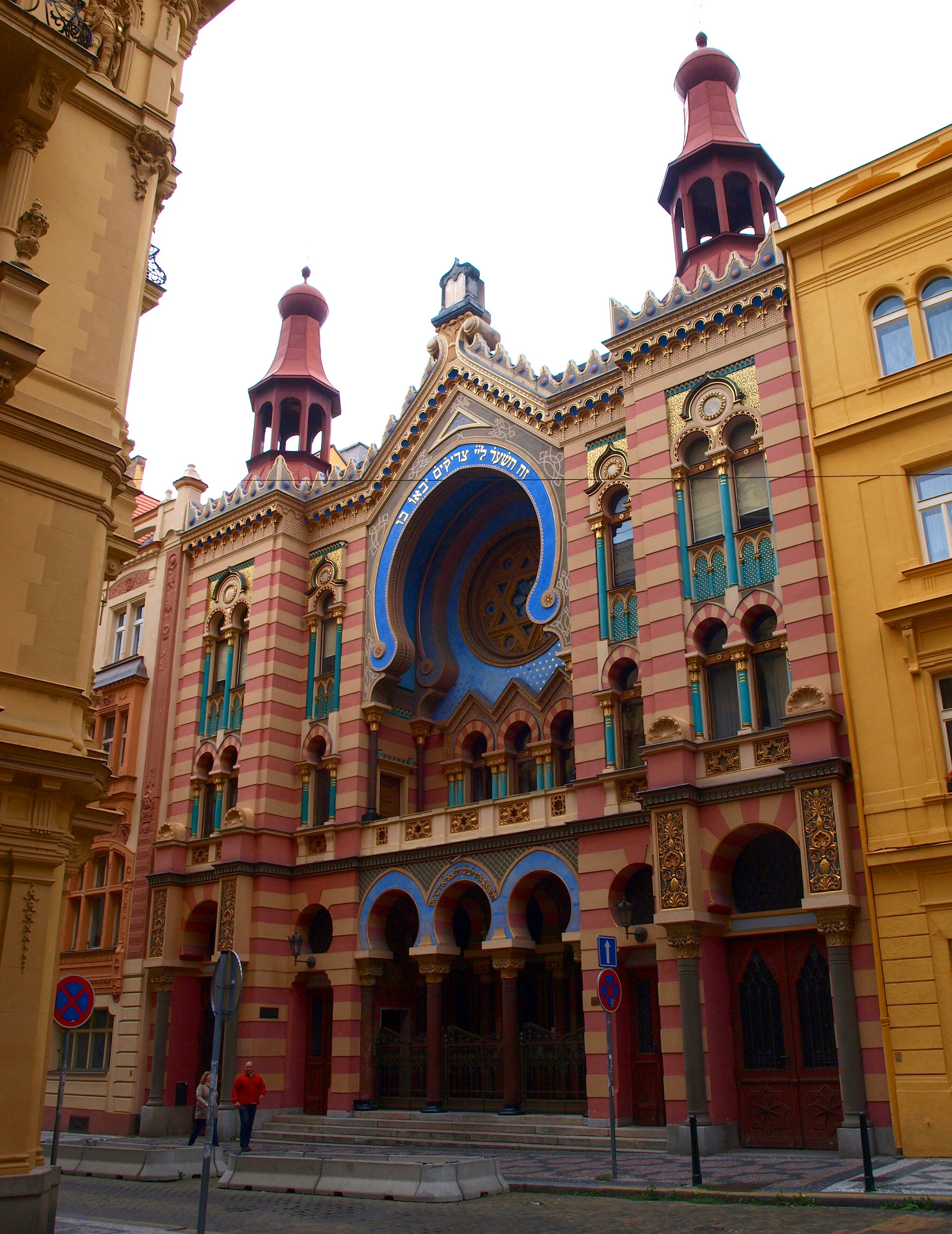
كنيس القدس في براغ.

يمتد تاريخ اليهود في أوروبا خلال ما يزيد عن ألفي عامًا، على الأقل. هاجر بعض اليهود، من أحد قبائل بني إسرائيل في يهودا بالمشرق، إلى أوروبا قبل صعود الإمبراطورية الرومانية مباشرةً. كان غزو بومبيوس للشرق والذي بدأ قبل 63 عامًا من الحقبة العامة أحد الأحداث القديمة البارزة في تاريخ اليهود في الإمبراطورية الرومانية، على الرغم من هجرة اليهود الإسكندريين إلى روما قبل هذا الحدث.
قُدر تعداد اليهود في أوروبا قبل الحرب العالمية الثانية بما يقارب 9 ملايين. قُتل قرابة 6 ملايين يهودي في الهولوكوست، ما تبعه هجرة الكثير من السكان الناجين.
قُدر تعداد اليهود في أوروبا عام 2010 بقرابة 1.4 مليون (0.2% من سكان أوروبا).

## التاريخ

### الوجود القديم

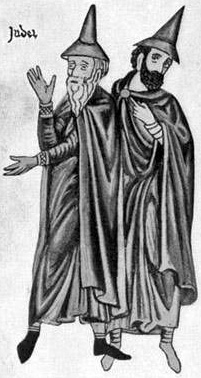
يهوديان من ألمانيا (القرن الثالث عشر)

كانت الهلنستية اليهودية، التي نشأت في الإسكندرية، موجودة خلال فترة الإمبراطورية الرومانية حتى قبل الحروب اليهودية الرومانية. عاشت أعداد كبيرة في اليونان (شملت الجزر اليونانية في بحر ايجة وفي كريت) خلال الفترة التي تعود إلى بداية القرن الثالث قبل الحقبة العامة. يعود تاريخ أول إشارة موثقة إلى اليهودية في اليونان إلى 300-250 قبل الحقبة العامة، على جزيرة رودس. خلال منتصف القرن الثاني قبل الحقبة العامة، ذكر الكاتب اليهودي للكتاب الثالث من نبؤات سيبيل محددًا «الشعب المختار»، قائلًا «كل أرض مليئة بك، وكل بحر». ذكر جميع الشهود الأكثر تنوعًا مثل سترابو وفيلو وسينيكا وشيشرون ويوسفوس السكان اليهود في مدن حوض البحر المتوسط. بقيت المراكز الأكثر من ناحية السكان اليهود خلال تلك الفترة في الشرق (يهودا وسوريا) وكانت الإسكندرية في مصر إلى حد كبير أكثر المجتمعات اليهودية أهمية، إذ سكن اليهود في زمن فيلو اثنين من الأقسام الخمسة في المدينة. على الرغم من ذلك، وُثق وجود مجتمع يهودي في روما منذ القرن الأول قبل الحقبة العامة على الأقل، على الرغم من احتمالية وجود مجتمع مستقر هناك منذ فترة ترجع إلى القرن الثاني قبل الحقبة العامة، في عام 139 قبل الحقبة العامة، أصدر البريتور هيسبانوس مرسومًا يقضي بطرد كافة اليهود الذين لا يعتبرون مواطنين إيطاليين. في بداية فترة حكم القيصر أغسطس في عام 27 قبل الحقبة العامة، كان هناك أكثر من 7000 يهوديًا في روما: ذلك هو العدد الذي رافق المبعوثين الذين جاءوا مطالبين بعزل أرخيلاوس. أكد المؤرخ اليهودي يوسفوس أنه قرابة عام 90 من الحقبة العامة كان هناك بالفعل شتات يهودي يعيش في أوروبا، وتكون من قبيلتين، يهوذا وبنيامين. وبخصوص ذلك، كتب في عاديات اليهود: «…لا يوجد سوى قبيلتين في آسيا (تركيا) تخضعان للرومان، بينما توجد القبائل العشر وراء الفرات حتى الآن وهم أغلبية كبيرة».
تعود حقبة تواجد اليهود في الإمبراطورية الرومانية في كرواتيا إلى القرن الثاني، وفي بانونيا ما بين القرن الثالث والرابع. وُجد خاتم لإصبع مع رسم للمينوراه في أوغوستا راوريكا (كايزر أوغست بسويسرا) في عام 2001، ما يدل على وجود اليهود في جرمانيا الكبرى. يعود تاريخ الأدلة في القرى الواقعة شمال لوار أو في الغال الجنوبية إلى القرنين الخامس والسادس. خلال العصور القديمة، وُجدت المجتمعات اليهودية في المناطق التي تمثل فرنسا وألمانيا في الوقت الحالي.
بدأ اضطهاد اليهود في أوروبا مع وجود اليهود في المناطق التي عُرفت لاحقًا بأراضي العالم المسيحي اللاتيني (القرن الثامن من الحقبة العامة) وأوروبا الحديثة. لم يُضطهد المسيحيون اليهود طبقًا للعهد الجديد وحسب، ولكنها أيضًا كانت حقيقة تاريخية أن البوغرومات المضادة لليهودية لم تحدث فقط في القدس (325 من الحقبة العامة) وفارس (351 من الحقبة العامة) وقرطاج (250 من الحقبة العامة) والإسكندرية (415)، ولكن أيضًا حدثت في إيطاليا (224 من الحقبة العامة) وميلانو (379 من الحقبة العامة) ومنورقة (418 من الحقبة العامة) وأنطاكية (489 من الحقبة العامة) ودافني-أنطاكية (506) ورافينا (519) من بين العديد من الأماكن الأخرى. زادت الصراعات بين المسيحيين واليهود عبر الأجيال تحت سيادة الرومان وما بعد ذلك؛ أدى ذلك إلى تعرض اليهود داخل أراضي العالم المسيحي اللاتيني للتحول القسري ومصادرة الممتلكات وحرق الكُنس والترحيل والحرق أحياء والاستعباد ووضعهم خارج إطار القانون - مجتمعات يهودية بالكامل - وتكرر ذلك مرات لا تُحصى.

### العصور الوسطى

عمليات طرد اليهود في أوروبا خلال الفترة من عام 1100 حتى عام 1600

كانت بداية العصور الوسطى فترة ازدهار للثقافة اليهودية. تطورت حياة اليهود والمسيحيين في «اتجاهين متعاكسين تمامًا» خلال القرون الأخيرة من الإمبراطورية الرومانية. أصبحت حياة اليهود مستقلة، وغير مركزية، ومتمركزة حول المجتمع. أصبحت حياة المسيحيين نظامًا هرميًا تحت السلطة العليا للبابا والإمبراطور الروماني.
يمكن وصف حياة اليهود بالديمقراطية. فسر الحاخامات في التلمود سفر التثنية 29:9 «رؤساؤكم وقبائلكم وشيوخكم ومسؤولوكم وحتى كل رجال إسرائيل» و «على الرغم من أنني قد عينت لكم رؤساء وشيوخًا ومسؤولين، فأنتم جميعًا متساوون قبلي» (تاناهوما) للتأكيد على تقسيم السلطة السياسية. تستلزم السلطة المتقاسمة مسؤوليات: «كلكم مسؤول عن الآخر. إذا كان بينكم رجل صالح وحيد، ستستفيدون جميعكم من محاسنه، وليس أنتم فقط، بل العالم أجمع… ولكن إذا أذنب أحدكم، سيعاني الجيل كله».
في بدايات العصور الوسطى، استمر أيضًا اضطهاد اليهود في أراضي العالم المسيحي اللاتيني. بعد تحول القوط الغربيين من الآريوسية اللاثولوثية الأكثر تسامحًا إلى مسيحية روما النيقية الثالوثية الأكثر تزمتًا، في عام 612 من الحقبة العامة ومرة أخرى في 642 من الحقبة العامة، فُرض ترحيل كافة اليهود من إمبراطورية القوط الغربيين.
فرضت سلالة ميروفنجيون الكاثوليكية التحول القسري على اليهود في 582 و 629 من الحقبة العامة. تحت سلطة الأبرشية الرومانية الكاثوليكية في طليطلة، اضطُهد اليهود عدة مرات (633 و 653 و 693 من الحقبة العامة)  وحُرقوا أحياء (638 من الحقبة العامة)؛ استمرت مملكة طليطلة على نفس النهج في أعوام 1368 و 1391 و 1449 و 1486-1490 من الحقبة العامة، وشمل ذلك التحول القسري والقتل الجماعي، كما كان هناك أعمال عنف وحمامات دم ضد يهود طليطلة في عام 1212 من الحقبة العامة. حدث البوغروم في حق اليهود في أبرشية القديس كليمنت (فرنسا، عام 554 من الحقبة العامة) وفي أبرشية أوزيس فرنسا، عام 561 من الحقبة العامة).
بين عامي 800 و 1100، كان هناك 1.5 مليون يهوديًا في أوروبا المسيحية. لم يكونوا جزءًا من النظام الإقطاعي كقنانة أو فرسان، وبالتالي أُنقذوا من الاضطهاد والحرب.[بحاجة لمصدر]
تزايد اضطهاد اليهود في أوروبا خلال العصور الوسطى العليا من خلال الصليبية المسيحية. خلال الحملة الصليبية الأولى (1096)، دُمرت المجتمعات الناشئة على نهر الراين والدانوب بالكامل؛ شاهد الصليبيون الألمان، 1096. خلال الحملة الصليبية الثانية (1147) تعرض اليهود في فرنسا لمذابح متكررة. تعرض اليهود أيضًا لهجمات من حملة الرعاة الصليبية عام 1251 وحملة عام 1320. طُرد اليهود بعد الحملات الصليبية، بما في ذلك نفي جميع اليهود من مملكة إنجلترا بواسطة الملك إدوارد الأول في عام 1920 في ما عُرف بطرد اليهود من إنجلترا. في 1394، طُرد 100,000 يهوديًا من فرنسا. رُحل آلاف من النمسا في 1421. هرب الكثير من اليهود المطرودين إلى بولندا.
في علاقتهم مع المجتمع المسيحي، حماهم الملوك والأمراء والأساقفة، بسبب الخدمات المحورية التي قدموها في ثلاث جهات: التمويل والإدارة والطب. ربما تشاور الباحثون المسيحيون المهتمون بالإنجيل مع الحاخامات التلموديين. تغير هذا الأمر برمته مع إصلاحات وتقوية الكنيسة الرومانية الكاثوليكية وصعود الطبقة المتوسطة المتنافسة، المسيحيين قاطنو القرى. بحلول عام 1300، كان الرهبان والكهنة المحليون يستخدمون مسرحيات الآلام في وقت الفصح، والتي صورت اليهود في زي معاصر يقتلون المسيح، بغرض توجيه العامة نحو كراهية اليهود وقتلهم. في تلك اللحظة، أصبح الترحيل والاضطهاد متوطنًا. في النهاية قرابة عام 1500، وجد اليهود الأمن وتجديد الرخاء في بولندا.
في أواخر العصور الوسطى، في منتصف القرن الرابع عشر، دمرت أوبئة الموت الأسود أوروبا، وأهلكت ما بين ثلث ونصف السكان. ترددت خرافة في كثير من الأحيان بأنه بسبب التغذية الأفضل والنظافة الشديدة، لم يُصاب اليهود بنفس الأعداد؛ ولكن اليهود أصيبوا بالفعل بنفس الأعداد التي أُصيب بها جيرانهم من غير اليهود، ولكنهم مع ذلك بقيوا كبش فداء. انتشرت الشائعات بشأن تسبب اليهود في انتشار المرض عن طريق تسميم الآبار عن عمد.[مِمَن؟]

```
دُمرت مئات المجتمعات اليهودية بالعنف. على الرغم من محاولة البابا 
كليمنت السادس
 حماية اليهود من الاضطهاد عن طريق المرسوم البابوي الذي أصدره في 6 يوليو 1348 ومرسوم آخر أصدره في 1348، بعد عدة أشهر، حُرق 900 يهوديًا حيًا في ستراسبورغ، حيث لم يصل الطاعون بعد إلى المدينة.
[
33
]
 اتهم المسيحيون اليهود بانتهاك الضيافة وفرية الدم. جاء بعدها البوغروم، ونتج عن تدمير المجتمعات اليهودية توفير الأموال اللازمة للعديد من كنائس الحج أو المصليات الكنسية خلال العصور الوسطى (على سبيل المثال المصلى الكنسي للقديس ويرنر في باخاراخ بأوبرفيزل وومراث؛ 
دغندورف
 غناد في بافاريا).
```